# Hieracium langwellense
Hieracium langwellense là một loài thực vật có hoa trong họ Cúc. Loài này được F.Hanb. mô tả khoa học đầu tiên năm 1888.